# يورو تراك سيميولايتر
يورو تراك سيميولايتر (بالإنجليزية: Euro Truck Simulator)‏ (تعرف أيضاً باسم بيغ ريغ يورب (بالإنجليزية: Big Rig Europe)‏ في أمريكا الشمالية) هي لعبة فيديو شاحنات تم إنتاجها في سنة 2008، وقد تم تطويرها من قبل شركة إس سي إس سوفتوير التشيكية لنظام مايكروسوفت ويندوز، يستطيع اللاعب في هذه اللعبة التجول في أوروبا والعمل بشا
حنته. حققت هذه اللعبة نجاح كبير في أوروبا حيث تم بيع أكثر من 300 ألف نسخة منها، وقد تم إطلاق لعبة يورو ترك سيميولايتر 2 في سنة 2013.

## اللعب
يستطيع اللاعب التجول بين مدن النمسا وبلجيكا وجمهورية التشيك وفرنسا وألمانيا وإيطاليا وهولندا وبولندا والبرتغال وإسبانيا وسويسرا والمملكة المتحدة، يستطيع اللاعب البدأ من أي دولة يريدها إلا أنه لا تظهر إلا 3 مدن من كل دولة، أما إذا إختار بلدان أكثر لتظهر في اللعبة فستظهر اللعبة في إيطاليا أو سويسرا. يستطيع اللاعب شراء الشاحنة التي يريدها ويكون سعرها في اللعبة ب100 ألف يورو. بعدها يستطيع اللاعب القيام بالمهمات حيث تأتيه عروض من عدة شركات ليختار أحدها ويتم إعطاء المال له نتيجة القيام بمهماته، الشاحنة أيضاً عليه أن ينفق المال عليها ويستطيع فيما بعد أيضاً تبديل شاحنته وشراء شاحنة أفضل وأيضاً يستطيع تحسينها مما سيجعله قادراً على فتح بلدان جديدة.

## الشاحنات
يستطيع اللاعب تغيير لون وشكل الشاحنة ومقطورتها وأيضاً تغيير إضائتها، تتضمن الشاحنات كل من رينو ماغنم ومارسيدس أكتروس (والمعروفة أيضاً باسم ماجستك) وسكانيا وفولفو إف إتش.

## الإطلاق
تم إطلاق أول نسخة للعبة في ألمانيا في 6 أغسطس 2008 وثم في بولندا في تاريخ 20 أغسطس وفي المملكة المتحدة في 29 أغسطس.

## وصلات خارجية
- الموقع الرسمي